# Al-Hilalstadion
Het Al-Hilalstadion (Arabisch: إستاد الهلال}  is een multifunctioneel stadion in Omdurman, Soedan. 
Het stadion wordt meestal gebruikt voor voetbalwedstrijden, de voetbalclub Al-Hilal Omdurman maakt gebruik van dit stadion. In het stadion is plaats voor 45.000 toeschouwers. Het is geopend in 1968 en in 2007 werd het stadion gerenoveerd. 